# Галактическа империя (Азимов)
Вижте пояснителната страница за други значения на Галактическа империя.
Галактическата империя или Първата галактическа империя е измислена империя от серията романи на Айзък Азимов посветени на Фондацията. Идеята за създаването ѝ се заражда у писателя след като той прочита известния исторически труд на Едуард Гибън „Залез и упадък на Римската империя“ и впоследствие е развита, с помощта на Джон Кемпбел, чрез няколко разкази и новели публикувани през края на 40-те години на двадесети век в списанието Astounding Science Fiction. Кулминация се достига с публикуванте на трилогията за Фондацията през 50-те години.
Предвождана от Галактически император авторитарната империя разпростира своята власт над милиони населени от хора светове, пръснати из всички краища на галактиката Млечен път в продължение на над 12 000 години.
Политически център на империята от самото и създаване е планетата ойкуменополис Трантор, а официалния ѝ е отличителен знак е съставен от слънце и космически кораб.

## История
Галактическата империя е наследник на развилите се в хронологичен ред република, конфедерация и кралство на Трантор. Основана е в годината, в която Франкен I от династията Кембъл е коронясан за първи император на галактиката. Тази година е означена и като първа от новата Галактическа ера(Г.Е.).
По-голямата част от историята на Галактическата империя е неизвестна. Все пак в продължение на хиляди години империята осигурява мир и просперитет на подопечните си светова, но въпреки това тя не е лишена от безпокойствата на спорадични въстания, които претърпяват пълен неуспех. Няколко такива надигания срещу имперската власт избухват и на рядко населената и силно радиоактивна планета Земя. След осуетяването на заговор за унищожение на галактиката на земни фанатаци през 828 г. от (Г.Е.) империята се опитва да премахне повишената радиоактивност на земната почва чрез донасянето на огромни количество на незамърсена почва от други планети. По неизвестни причини обаче тази мащабна операция е преустановена, а през 930 г. от (Г.Е.) населението на Земята е преместено на планетата Алфа. В този ранен период на развитието на империята нейното население достига около 500 квадрилиона.
С течение на времето центробежните сили в империята се засилват, което води ди избухването на граждански войни, засилване на нестабилността и все по-чести опити за узорпация на галактическия трон. Въпреки това към 12 000 г. от (Г.Е.) Галактическата империя привидно все още е в своя апогей. Така при царуването на последния представител на ентунската династия Клеон I властта ѝ се простира над 25 милиона населени от хора планети пръснати из всички краища на Млечния път, а броят на населението достига близо 1 квинтилион. В действителност синдромите на започналия упадък на държавата вече са се породили и видимо се проявяват, макар че четвъртвековното мирно управление на император Клеон успешно ги прикрива от очите на повечето хора. Сред малкото, които разбират, че залезът на империята е започнал са живещите по това време пръв министър на императора Ето Демерцел и математикът Хари Селдън.
През 12 038 г. от Г.Е. Галактическата империя е разтресена от убийството на Клеон I, което води до установяването на власт на военна хунта. След десетгодишно междуцарствие на трона се възкачва Агис XIV, но истинската власт е в ръцете на новосъздадената Комисия за обществена сигурност. Тези събития разклащат сериозно стабилността на империята и водят до избухването на безредици и засилване стремежите за незавимост в някои светове.
Предвиждайки неминуемото разпадане на империята и последвалия дълъг период на хаос с помощта на създадената от него наука психоистория Хари Селдън създава две големи групи от учени разположени в различни краища на Галактиката. Първата от тях е заточена от Комисия за обществена сигурност заедно със самия Селдън на планетата Терминус, където под защитата на империята трябва да се заеме със съхранението на научните и технологични познания на галактическата цивилизация с цел да се скъси периода на хаос предвиждан от математика и да се основе втора галактичекса империя. Така се заражда Първата фондация. Втората група или т. нар. Втора фондация, обаче е съставена в абсолютна тайна, включително от Комисията, и има за цел чрез използването на телепатични сили да се грижи за осъществяването на Селдъновия план. Първата фондация е също повод за въвеждане по-късно на нов календар, според които времето се отмерва в години от основаването ѝ.
Скоро след тези събития Комисията на Трантор започва да губи влиянието си, а упадъкът на империята се засилва. През 12 117 г. от Г.Е. префектурата Анакреон обявява своята независимост от империята и контрола над галактическата периферия, където се създават множество самостоятелни кралства, е бързо загубен. Първата фондация е оставена на себе си и постепенно придобива държавна организация. Въпреки това Първата галактическа империя все още запазва значително превъзходство във всяко отношение над новите „варварски“ държави. Дори в умален вид империята продължава да контролира вътрешната една трета част от галактиката, където са разположени 75% от галактичекото население и ресурси.
Царуването на последния силен император Клеон II (ок. 12 262 г. от Г.Е.) спира временно упадъка на империята. Под предводителство на генерал Бел Райъс имперския флот се завръща в галактическата периферия и води с успех война срещу Първата фондация, която обаче не е завършена поради отзоваването на генерала. Самият Клеон става жертва на покушение и е убит няколко години по-късно. Последвалите го императори се оказват напълно неспособни да предотвратят разширяването на „варварските“ светове и нахлуванията на пирати все по-дълбоко в имперска територия.
Около 12 327 г. от Г.Е. император Дагоберт IX управлява осатъците от Галактическата империя, когато бунтовникът Гилмер се опитва да узорпира имперския трон подлагайки Трантор на невиждано в историята на планетата плячкосвне. Императорът и семейството му са принудени да потърсят закрила на близката планета Деликъс, която става неговото ново седалище и е преименувана на Неотрантор. От новата си столица галактическия император управлява една бледа империя от двайсетина земеделски свята. Дагоберт е последния споменат император. Той надживява сина си, но въпреки това династията му продължава да управлява около петдесет години след смъртта му.

## Императори на Галактическата империя
Известни са следните имена на императори, повечето от които управляват в периода на упадък на империята:
| Име         | Династия | Години на управление   | Бележки |
| ----------- | -------- | ---------------------- | --- |
|             |          |                        | |
| Франкен I   | Кембъл   | 1-? Г.Е.               | Първи император на Империята. |
| Лорис VI    |          |                        | |
| Абуранис    |          |                        | Известен с т.нар. „Кодекс на Абуранис“. |
| Станел II   |          |                        | Mомче-император, убито след две години управление. Предизвиква размирици на Земята с нареждането си да се постави Имперският герб в залата на земния Съвет.                |
| Едард       |          |                        | Наследникът на Станел II, който отменя нареждането на предшественика си.                                                                                                   |
| Кандар V    |          |                        | Падението на този император води до преустановяване на проекта за възстановяването на Земята. Впоследствие последните земни обитатели са преселени на Алфа.                |
| Агис VI     |          |                        | Управлявал 42 години и поддържал реда и просперитета на империята с твърда, но не тиранична ръка.                                                                          |
| Маноуел     | Ентун    |                        | По прякор „Кървавия император“. |
| Клеон I     | Ентун    | 12 010 – 12 038 (Г.Е.) | Роден през 11 988 г. от Г.Е., убит от придворен градинар. След убийството му на власт идва военна хунта.                                                                   |
| Агис XIV    |          |                        | Възцарява се на престола след падението на военната хунта. Зависим от Комисия за обществена сигурност, която го детронира.                                                 |
| Далубен IV  |          |                        | |
| Станел VI   |          |                        | |
| Клеон II    |          |                        | Наричан „последния силен император“. |
| Дагоберт IX |          |                        | Последният споменат по име галактически император. Прогонен от Трантор, той се установява и управлява нищожните остатъци на Галактическата империя от планетата Неотрантор |